# وانگ ییمی
وانگ ییمی (انگلیسی: Wang Yimei؛ زادهٔ ۱۱ ژانویهٔ ۱۹۸۸) بازیکن والیبال اهل چین است.